# Anna-Lisa
Anna-Lisa (nombre de nacimiento Anna Lisa Ruud; Oslo, 30 de marzo de 1933 – 21 de marzo de 2018) fue una actriz noruega, que apareció en películas y series estadounidenses, hasta que volvió a Noruega en la década de los 70 antes de convertirse en marionetista.

## Bioigrafía
Anna-comenzó a trabajar en el Centralteatret de Oslo. En 1954, viajó a los Estados Unidos para visitar a su hermano, un agente de viajes instalado en Hollywood.
A finales de los 50, empezó a aparecer en series de televisión Western como Sugarfoot, Maverick y Bronco, todas emitidas de la ABC/Warner Bros. Posteriormente, trabajó para las series de los 60 como The Islanders, una serie de aventuras situada en el Pacífico Sur, Bonanza (episodio: "The Savage") y Gunsmoke (episodio: "The Blacksmith"). Interpretó el papel de Nora Travers en la serie de la ABC Black Saddle, con Peter Breck y Russell Johnson. Su exitoso papel le permitió acceder a papeles en el cine como Have Rocket, Will Travel (1959) y 12 to the Moon (1960). Continuó apareciendo en series de televisión como GE True hasta que dejó Hollywood para seguiir su carrera en el teatro.
A principios de los 70, se trasladó de nuevo a Noruega. Desde 1976 hasta su retirada en 1995, fue marionetista en el teatro Oslo Nye.

## Death
Anna-Lisa murió en Oslo el 21 de marzo de 2018 a los 84 años.